# Pain-coing
Le pain-coing est une pâtisserie provençale qui est élaborée à base de pâte à pain et de coing. Ce mets automnal est fabriqué aussi bien en boulangerie qu'en pâtisserie ou familialement. Il se trouve principalement dans le Vaucluse, les Bouches-du-Rhône, la partie rhodanienne de la Drôme, de l'Ardèche et du Gard, en Drôme provençale et dans la partie méridionale des Alpes-de-Haute-Provence.  

## Histoire du coing en Provence

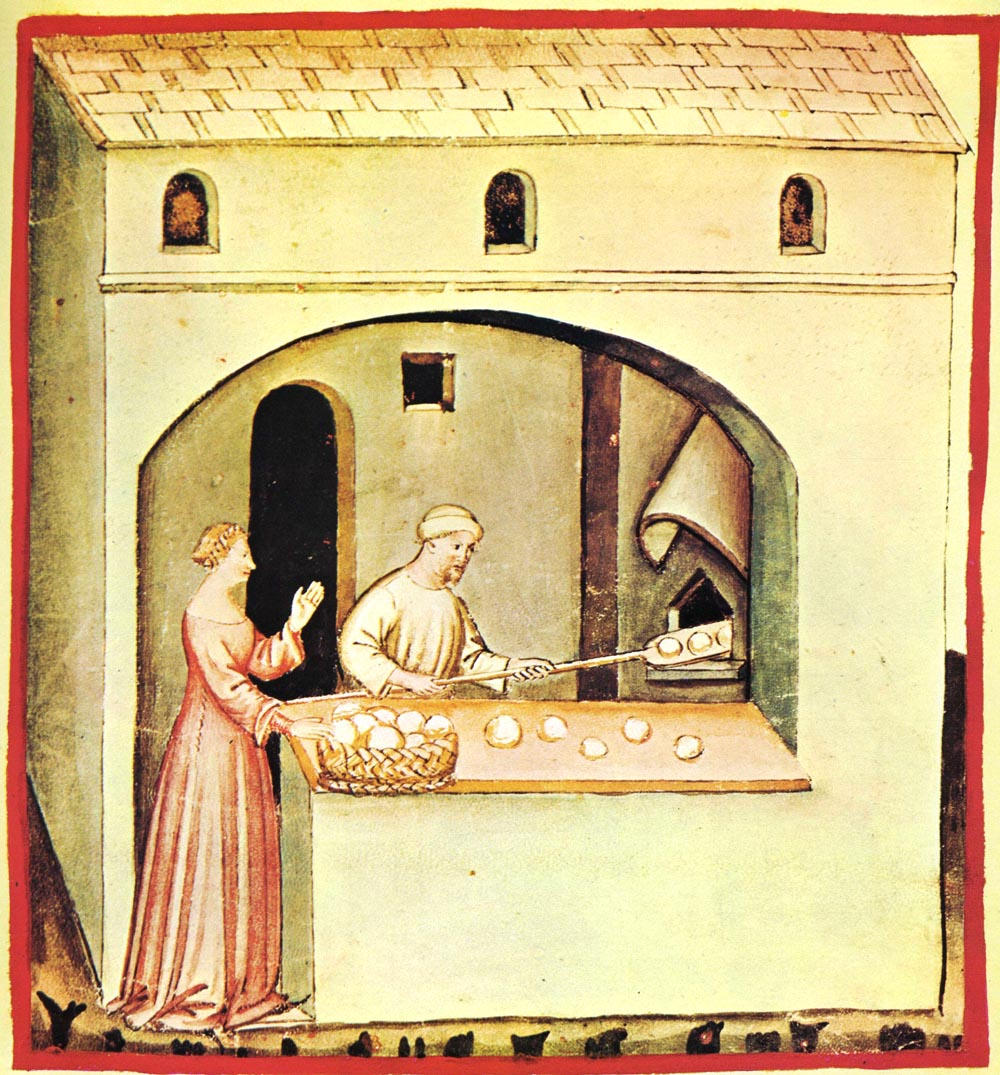
Cuisson des pan coudoun

Au XVe siècle, des auteurs commencent à attester de la présence de cognassiers dans les jardins provençaux. Au début, la consommation régulière de leurs fruits dut poser quelques problèmes puisque Barthélemy l'Anglais cite comme exemple de saveur austère le coing pas encore mûr. Problème résolu par la cuisson puisqu'au XVIIe siècle, le voyageur Jean-Jacques Bouchard s'extasie, à la fois, devant le nombre de cognassiers cultivés en Provence et devant la grosseur de leurs fruits.
Jusqu'au lendemain de la Première Guerre mondiale, le Provençal se nourrit d'abord de pain dont il est un gros mangeur. La chaleur du four du boulanger, en ville, ou des derniers fours communaux, dans les villages, permet de cuire une grande variété de mets dont les tourtes, les tartes, les fruits enrobés de pâte – le pan coudoun (pain-coing) ou le pan pèr (pain-poire) –, les gratins ou les tians.
Actuellement, le coing de Provence est la variété la plus estimée. Sa production peut être estimée à 300 ou 400 tonnes sur les 2 000 tonnes produites en France.

## Origine du pain-coing
Le pain-coing est une spécialité de Vaucluse qui s’est ensuite répandue dans le reste de la Provence. Le fruit qu'il utilise « se distingue des autres coings par sa taille plus petite, sa forme plus régulière, son parfum agréable et persistant, sa couleur jaune vif à maturité avec, occasionnellement, des traces un peu verdâtres sur le côté resté à l’ombre ». Ce coing se trouve un peu partout en Provence mais principalement dans les Bouches-du-Rhône, le Vaucluse et les Alpes-de-Haute-Provence où le cognassier est utilisé pour faire des haies.

## Ingrédients
Outre les coings, cette pâtisserie nécessite de la farine, de la levure de boulangerie, du sucre, une pincée de sel, du lait, un œuf et du beurre.

## Élaboration
« Comme tous les coings, celui de Provence présente la singularité de ne pouvoir se consommer qu’une fois cuit, en raison des tanins qui lui confèrent un goût âcre et astringent, et de sa fermeté même à maturité. ». Même s'il pourrait facilement cuire au four, en plus, un coing précuit est plus facile à travailler. Après l'avoir épluché et vidé, le fruit est placé au milieu d'un morceau de pâte à pain, puis rempli de sucre ou de miel. Ensuite du beurre est rajouté avant de refermer la pâte sur le coing, tout en gardant un petit trou au sommet. Avant d'être enfourné, le pain-coing est badigeonné avec de l'œuf battu. C'est au cours de la cuisson que la pâte s'imprègne d'un parfum incomparable.

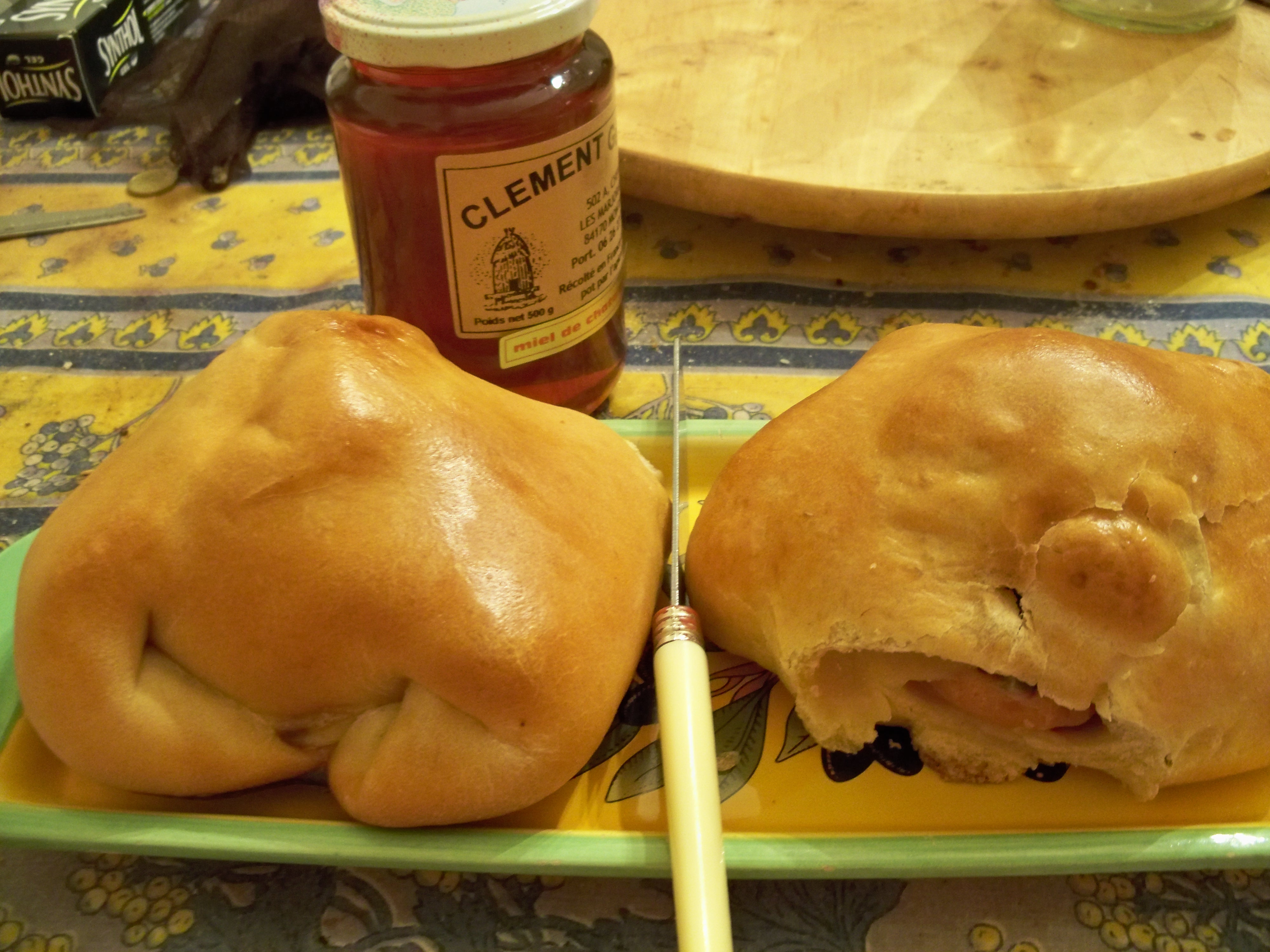
Deux pains-coings sur le marché de Velleron

Il est à noter que depuis 1994, un atelier de boulangerie a été créé à Aouste-sur-Sye, grâce au vieux four à pain de la Ferme des Aubes avec façonnage à la main et la cuisson au feu de bois. Parmi les pains élaborés, au fil des saisons, une place de choix est réservée au pain-coing.

## Consommation

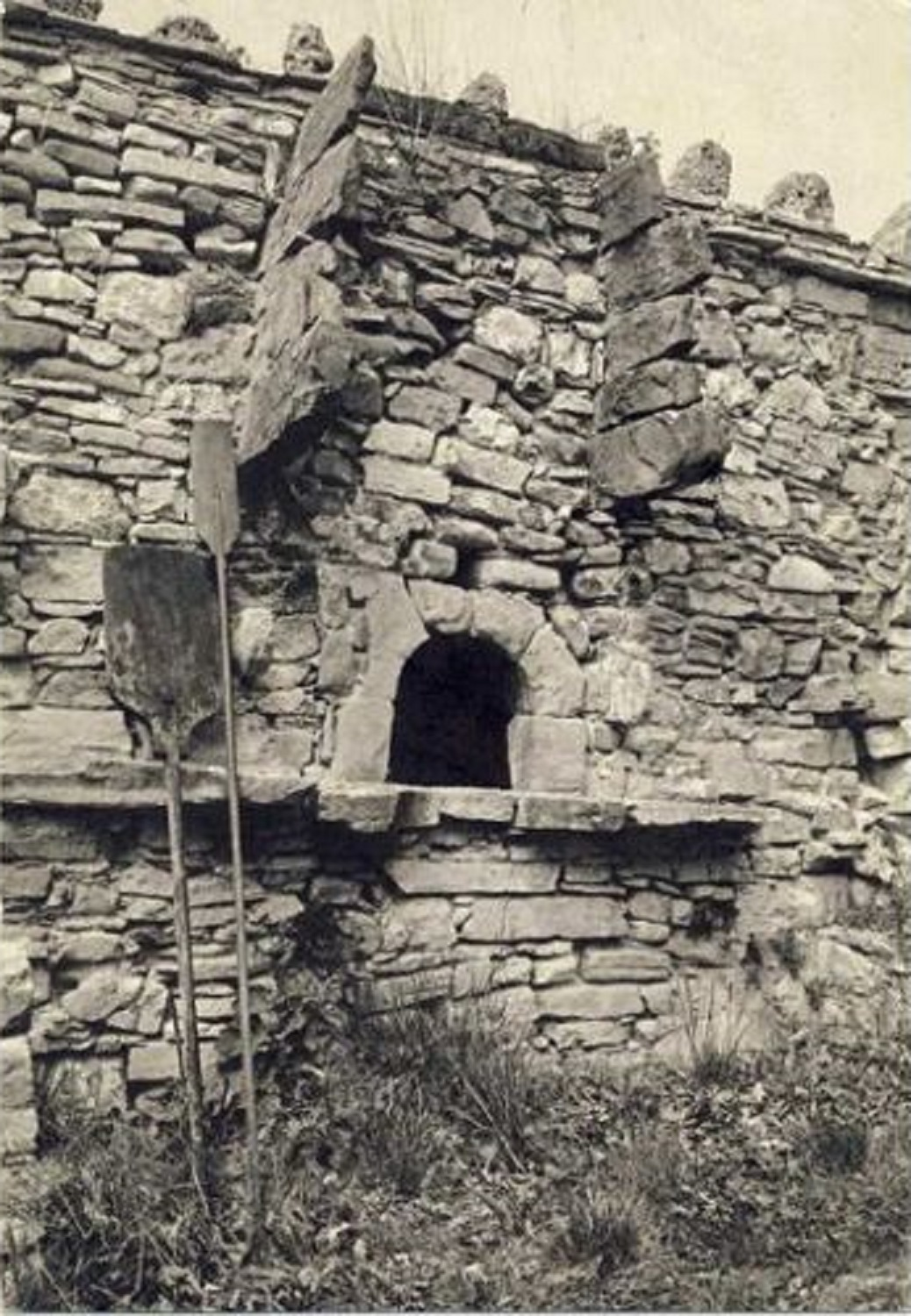
Four banal au Revest-Saint-Martin

En Provence, le pan coudoun  était « un régal réservé aux pauvres qui attendaient la fin de la cuisson du pain au four banal pour amener leurs sucreries. ». Par contre, à Bédarrides sa consommation commençait à la rentrée des classes et se faisait à l'heure du goûter. Les enfants surnommaient leur pain-coing, le pingouin. L'automne venu, dans les Alpes provençales, jusqu'à Castellane, existait aussi pour les enfants la tradition du pan coudoun, du pan poum et du pan pero (pain-coing, pain-pomme et pain-poire). 
Une tradition qui se retrouve en basse Provence, puisque dans un de ses derniers ouvrages, J’ai vu vivre la Provence, Armand Lunel énumère quelques souvenirs gourmands d'Aix-en-Provence, sa ville natale : « les biscotins et les calissons d'Aix, le nougat noir de Gardanne, amusettes de bouche, auxquelles les amateurs de desserts substantiels préfèrent le pain-coing, un coing cuit au four dans une robe de pâte de pain. ». Les Pères Blancs, ceux de l'abbaye Saint-Michel de Frigolet, n'avaient pas que le célèbre élixir du révérend Père Gaucher, comme spécialité, ils fabriquaient aussi « des pâtés d'hirondelles et des pains-poires (pan peri), qui sont des coings enveloppés d'une pâte fine et dorée, d'où le nom de Pampérigouste (pan-peri-gousto) donné à l'abbaye. ».

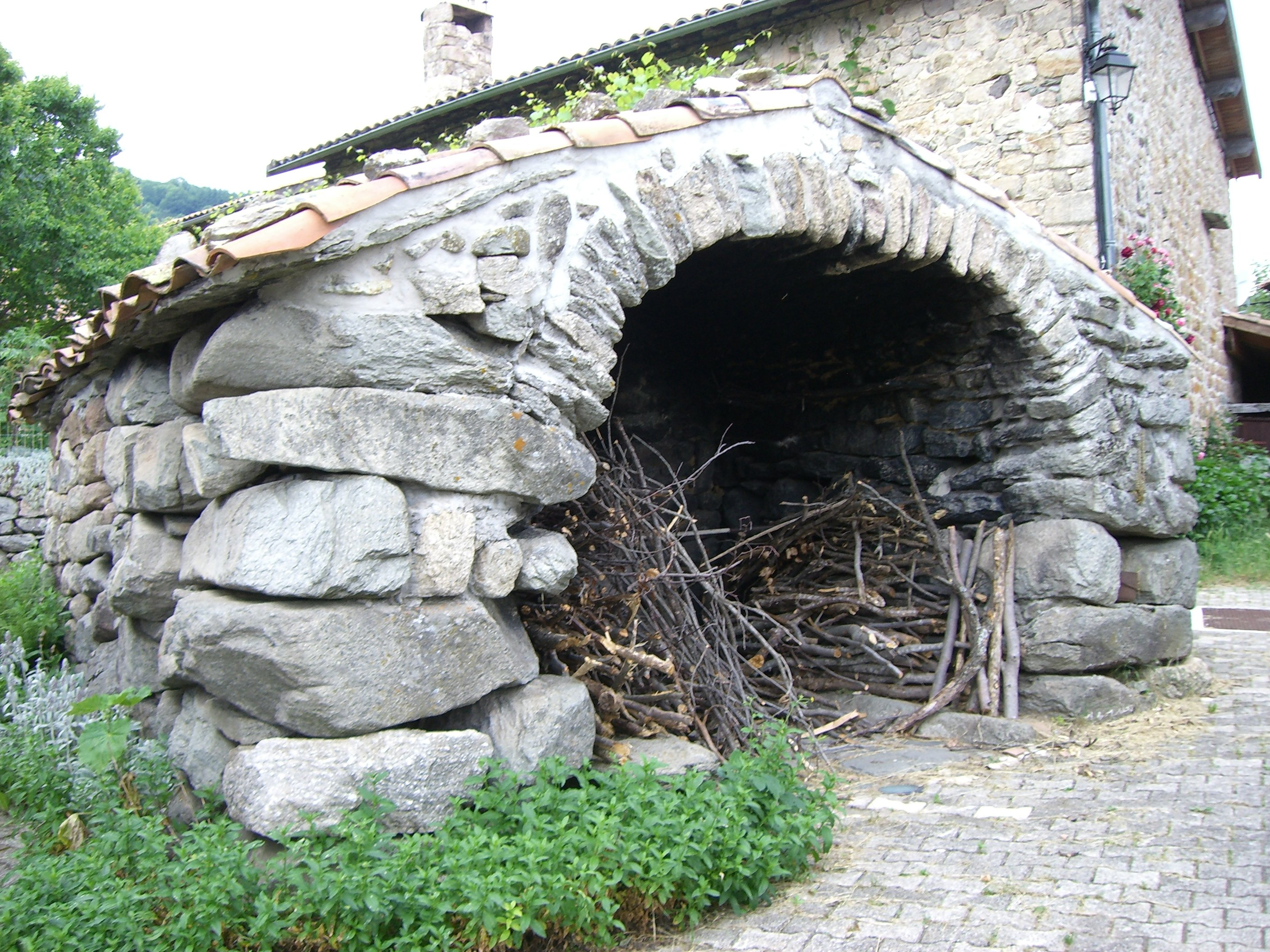
Le four à pain communal de Girond, à Mariac

À Saint-Thomé, le pain-coing, dit aussi coing-pâte, était consommé, par les grands et les petits, en même temps que des pains-poires et des pains-pommes. À Mariac, selon les recherches faites par l'universitaire Fernande Maza-Pushpam et publiées dans son ouvrage Les Régionalismes de Mariac. Regard sur le français parlé à Pont-de-Fromentières, Ardèche, il existait aussi le pain-pomme pour le plaisir des enfants sortant de l'école. Elle signale que sa consœur Jeanine-Élisa Médélice, dans son étude Le Français régional de Privas : aspects. Variation., indique que le pain-coing était consommé à Privas.  
À Nyons, le pain-coing se trouve dès l'automne sur les étals du marché hebdomadaire du jeudi. Touristes et Nyonsais y font provision d'huile d’olive, d'olives du pays, de tapenades, de fougasses, de pognes parfumées à la fleur d’oranger et de pains au coing, dont le coing entier est cuit enfermé dans une pâte à brioche.

## Accord mets/vins

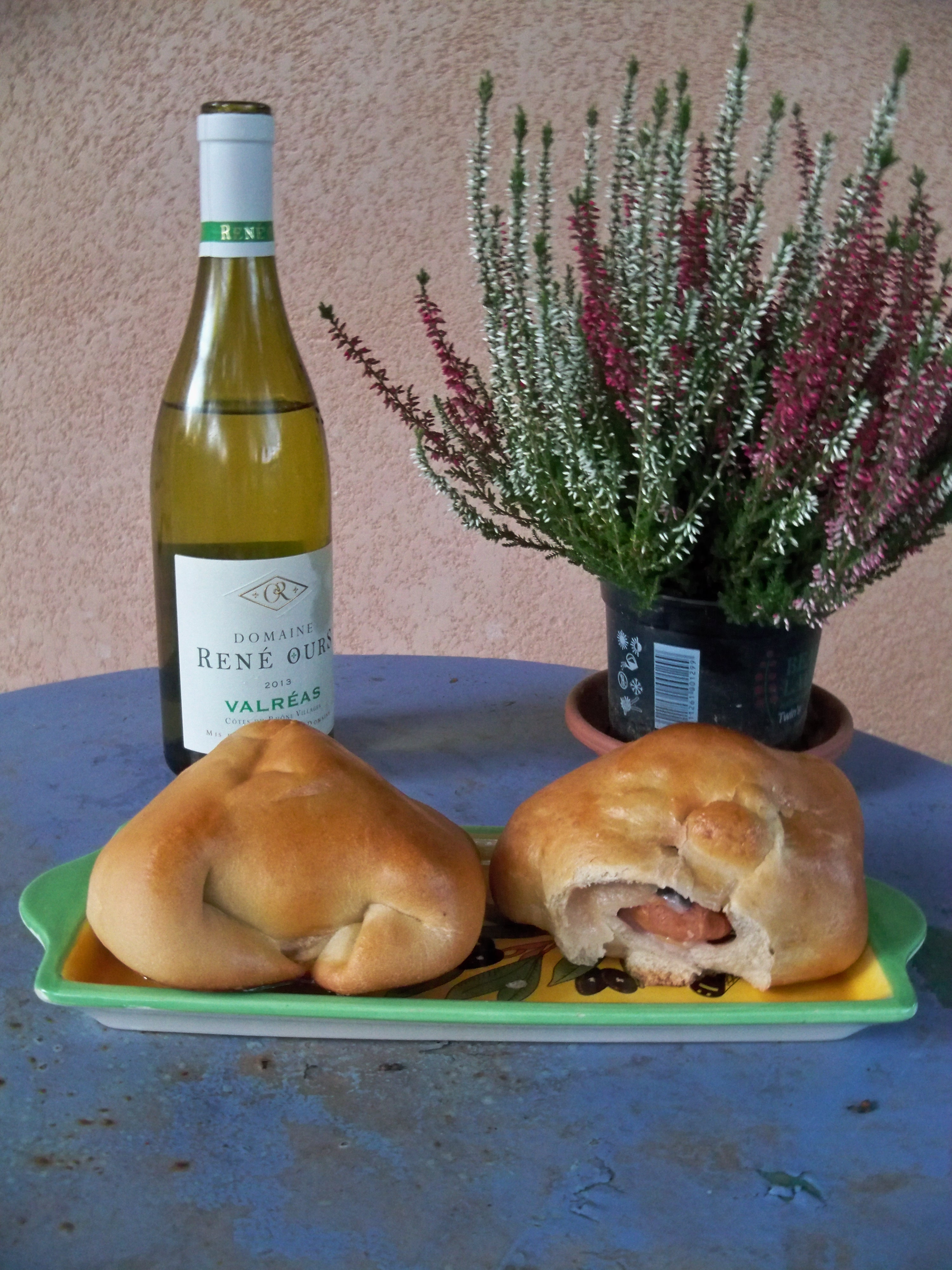
Vin blanc
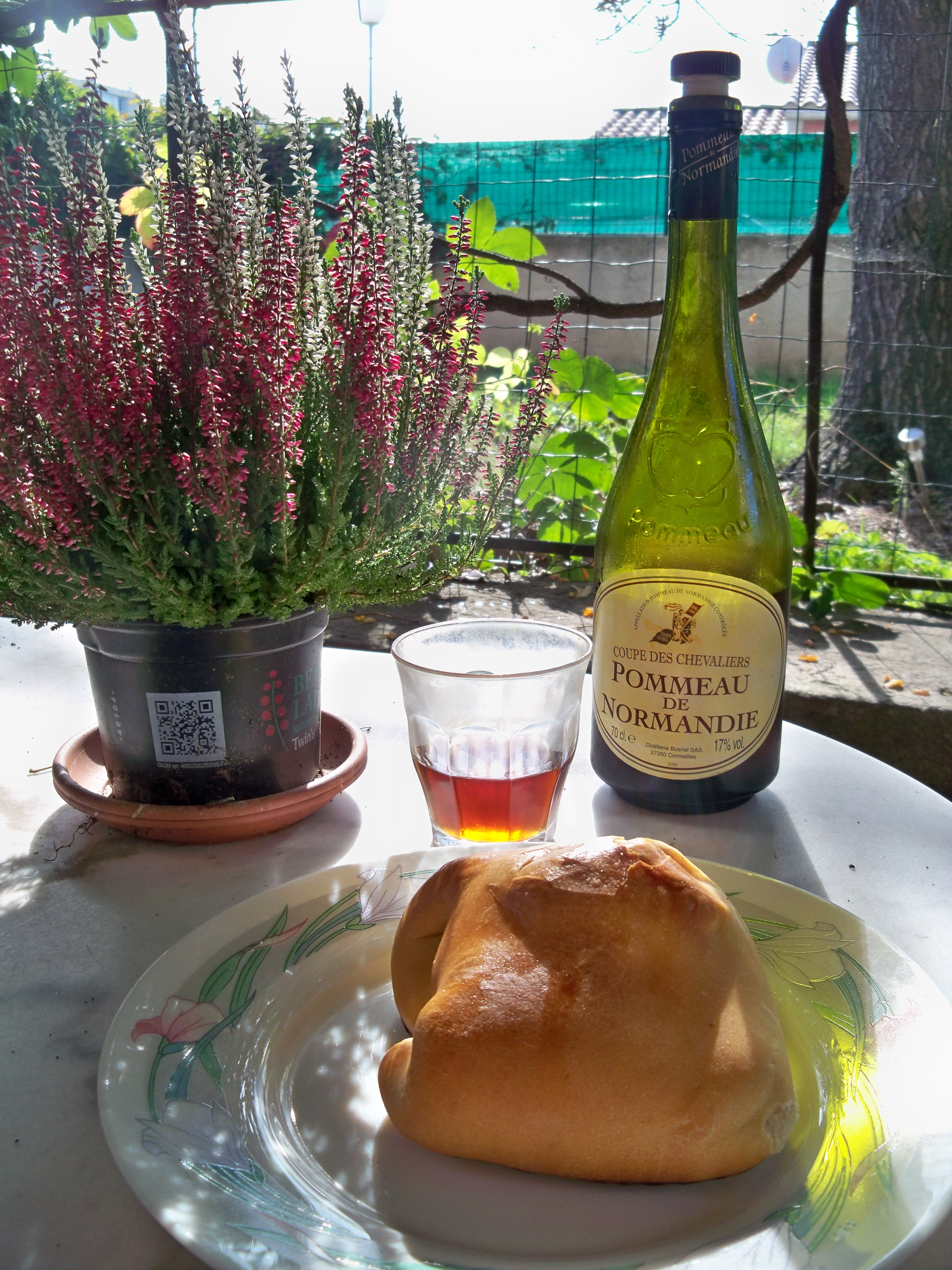
Pommeau